# Підріка
Підрі́ка — село в Україні, в Шептицькому районі Львівської області. Населення становить 137 осіб (станом на 2021 рік).

## Географія
Село Підріка лежить за  29,3 км на північний схід від Жовкви, фізична відстань до Києва — 440,5 км.

## Історія
Підріка до 1940 року була частиною села Деревня.[джерело?]

## Населення
Станом на 1989 рік у селі проживали 135 осіб, серед них — 60 чоловіків і 75 жінок.
За даними перепису населення 2001 року у селі проживало 148 осіб. Рідною мовою назвали:
| Мова       | Кількість осіб | Відсоток |
| ---------- | -------------- | -------- |
| українська | 148            | 100,00%  |